# Surinam na Letních olympijských hrách 1996
Surinam se účastnil Letní olympiády 1996. Zastupovalo ho 7 sportovců (4 muži a 3 ženy) ve 3 sportech.

## Seznam všech zúčastněných sportovců
| Číslo | Jméno              | Pohlaví | Věk | Sport     |
| ----- | ------------------ | ------- | --- | --------- |
| 1     | Tommy Asinga       | Muž     | 27  | Atletika  |
| 2     | Letitia Vriesdeová | Žena    | 31  | Atletika  |
| 3     | Oscar Brandon      | Muž     | 24  | Badminton |
| 4     | Carolyn Adel       | Žena    | 19  | Plavání   |
| 5     | Mike Fung-a-Wing   | Žena    | 17  | Plavání   |
| 6     | Enrico Linscheer   | Muž     | 21  | Plavání   |
| 7     | Giovanni Linscheer | Muž     | 23  | Plavání   |